# Pabulum
«Pabulum» (укр. Пабулум) — українське видавництво, засноване 2016 року у Києві Іриною Осадчук та Дмитром Стретовичем. Пріоритетний напрямок видавництва – «книжки для людей творчих професій, пов’язаних зі словом».
У квітні 2024 року видавництво «Pabulum» оголосило про своє закриття.

## Історія
Видавництво «Pabulum» було відкрито співзасновниками проєкту «Litosvita» та його колишнім генералним директором Дмитром Стретович та культурною менеджеркою Іриною Осадчук, яка стала головною редакторкою. Своєю місією у видавництві зазначали «допомагати творчим людям самореалізовуватися, підвищувати рівень україномовного контенту та розвивати українську культуру. Наша візія майбутнього — україномовна країна з сильною культурою». Пріоритетним напрямком в роботі був розвиток українського нон-фікшну. Книжки видавництва регулярно потрапляли в огляди та рейтинги.
2023 року у видавництві започаткували серію «Колекція «Своя класика», яка складається з найбільш важливих текстів, які мають перезавантажити уявлення читачів про українську культуру. Видання виходили з тканевим корінцем та рельєфним тисненням на обкладинці. До серії увійшли твори Ольги Кобилянської («Царівна»), Григіра Тютюнника («Три зозулі з поклоном»), Юрія Яновського («Майстер корабля»), Івана Нечуй-Левицького («Хмари»), Віктора Домонтовича («Дівчина з ведмедиком», «Доктор Серафікус»).
Про закриття видавництво співзасновники повідомили через соціальні мережі у квітні 2024 року: «У нашої команди змінилися життєві обставини й пріоритети і ми надалі не бачимо можливості продовжувати цей проєкт».

## Автори
- Юрій Андрухович
- Лора Арріллага-Андрессен
- Олександр Бойченко
- В. Домонтович
- Орест Друль
- Гільде і Ульва Естбю
- Майк Йогансен
- Ольга Кобилянська
- Ганна Липківська
- Ґрем Макстон
- Керолайн Непп
- Іван Нечуй-Левицький
- Стаська Падалка
- Йорґен Рандерс[en]
- Ростислав Семків
- Пітер Сінгер
- Таня Стус
- Тетяна Терен
- Григір Тютюнник
- Юрій Яновський